# Jean-Pierre Bobillot
Pour les articles homonymes, voir Bobillot.
 (juin 2024).
Jean-Pierre Bobillot, né le 12 janvier 1950 à Paris, est un universitaire, critique littéraire et poète français. Il a vécu et enseigné à Arras, Lyon et Grenoble.

## Biographie
Il est, de 1999 à 2017, professeur (enseignant-chercheur) à l'Université Stendhal (Grenoble-III) puis Université Grenoble Alpes (UGA), professeur émérite depuis, en langue et littérature (français moderne et littérature des XIXe et XXe siècles, principalement poésie). Auparavant, il était maître de conférences en stylistique, à l'université Jean-Moulin (Lyon III), de 1992 à 1999.
Agrégé de grammaire en 1982, il est docteur d'État ès lettres et sciences humaines de l'Université Sorbonne-Nouvelle (Paris III), pour sa thèse, Recherches sur la crise d'identité du vers dans la poésie française, 1873-1913 (Michel Décaudin dir.), soutenue en Sorbonne en 1991.
Il a codirigé, avec Bernard Heidsieck, le colloque international Poésie sonore / Poésie action, à Cerisy-la-Salle en août 1999.
Il a participé à de nombreux colloques et donné de nombreuses conférences, en France et dans différents pays (Royaume-Uni, Belgique, Allemagne, Suisse, Espagne, États-Unis, Canada) et a participé aux Universités populaires de Lyon et de Grenoble dès leur création, puis à celle de L'Isle d'Abeau.

## Poésie sonore
Jean-Pierre Bobillot se définit lui-même comme POëte bruYant, chercheuR de POuX, POusseuR de bouchons. Il a collaboré ou collabore à de nombreuses revues de poésie et a édité la collection Électre depuis 1985 ainsi que la revue Maison Atrides & Cie depuis 1989, jusqu'en 1998. Il a donné de nombreuses lectures/actions, en France et dans différents pays (Belgique, Suisse, Luxembourg, Royaume Uni, États-Unis, Canada), seul ou en duo, avec Sylvie Nève (« PoèmeShow », « Dadamix »...) depuis 1979, avec Jean-Louis Houchard aux percussions (« Les Éludits rudiques ») depuis 1998, etc. Il a été membre du collectif Écrits/Studio (Lyon) à partir de 1992. Depuis 2002, il tient une chronique régulière intitulée « Voix, etc. », d'abord dans la revue Action poétique, puis dans L'Intranquille (Atelier de l'agneau).

## Publications

### Essais
- 1990. La Momie de Roland Barthes - Éloge de la Modernité, Cadex Éditions.
- 1996. Bernard Heidsieck Poésie Action [+ CD "Morceaux choisis"], Éditions Jean-Michel Place.
- 2003. Trois essais sur la Poésie littérale. De Rimbaud à Denis Roche, d'Apollinaire à Bernard Heidsieck, Éditions Al Dante.
- 2004. Rimbaud : le meurtre d'Orphée : crise de Verbe et chimie des vers ou la Commune dans le poème, Éditions Honoré Champion.
- 2009. Poésie sonore. Éléments de typologie historique, Éditions Le Clou dans le fer.
- 2016. Quand éCRIre, c'est CRIer. De la POésie sonore à la médioPOétique, L'Atelier de l'agneau éd.
- 2020. Trois POètes de trOP. Divagations sur René Ghil, Jean-François Bory, Lucien Suel, les presses du réel / Patrick Fréchet éditeur.
- 2021. Rimbaud, Thiers, Pétain & après[3], les presses du réel / Patrick Fréchet éditeur.

### Réédition des œuvres de René Ghil
- 2004. Le Vœu de Vivre & autres poèmes [+ CD audio, René Ghil et Jean-Pierre Bobillot], Presses Universitaires de Rennes.
- 2008. De la Poésie-Scientifique & autres écrits, Ellug (Grenoble III / UGA).
- 2012. Les Dates et les Œuvres. Symbolisme et Poésie scientifique, ibid.

### Vers, prose
- 1988. Libretto, ma non troppo, avec Sylvie Nève, Atelier de l’agneau.
- 1993. Les Congés de Jean Bodel "entremis" de l'ancien français, avec S.N. [avec 7 "strophes photographiques" de Marc Trivier], Centre régional de la photographie Nord Pas-de-Calais.
- 1996. Le Réel — Fiction(s), Cadex éd.
- 1996. Réel coupé, Moue de veau (Lucien Suel éd.).
- 1997. Poèmes coupés, Mrôrch (Thierry Bouche éd.).
- 2000. Crevez le matelas de mots ! & autres poèmes [+ CD, avec S.N.], Atelier de l'agneau.
- 2000. PoëmeShow. Textes de scènes, avec S.N. [+ CD], Les Contemporains favoris.
- 2000. Tombeau d'Isidore Ducasse, Voixéditions.
- 2001. Immodéré,chantable, éd. de l'Attente.
- 2002. À ma dryade. Blasons du corps ligneux [avec des dessins de Jean-Marc Scanreigh], Ecbolade.
- 2004. Le Massacre du printemps [+ CD, avec Jean-Louis Houchard], Derrière la salle de bains.
- 2004. Live on Pages [+ CD Live on Stages], Lieux-dits.
- 2005. Eff&,mes rides / Fragments d'un retable païen : écueils de texte 1975-2004 [+ CD, avec J.-L.H. et Alan Greene], Atelier de l'agneau.
- 2009. Prose des Rats. teXtes pour la lecture/aXion [avec 7 "museaux" de J.-M.S.], Atelier de l'agneau.
- 2009. Y a-t-il un poème dans le recueil ?, collection "Vents Contraires", Voixéditions.
- 2011. News from the poetic front [avec 12 photographies d'Alan Greene], collection "Expériences poétiques", Le Clou dans le fer.  (ISBN 978-2-917824-16-0)
- 2013. Janis & Daguerre [avec 20 images de Nicolaï], Atelier de l'agneau.
- 2016. Vers de l'âme-Hors. Essai de traduction sélective des Vers de la Mort d'Hélinand de Froidmont, éd. plaine page.
- 2019. pRose des Rats. teXtes pour la lecture/aXion [2e éd. revue & augmentée], Atelier de l'agneau.
- 2021. Dernières répliques avant la sieste. Notes sur le risible II & III, éditions Tinbad.
- 2022. POésie C'EST... / Crevez le matelas de mots ! [2e éd. revue & augmentée], Atelier de l'agneau.
- 2023. Promenade interdite. Une enquête d'Évariste Petiot (roman), éditions Tinbad.

### Films
- 2006-2008. Court : Trois le son de poésie : du bru(i)t dans la pointCom "plus ça hurle, plus c'est muet",  film expéri/mental en trois tableaux de Jean-Pierre Bobillot et Camille Olivier .
- 2011. Très-court : POésie C'EST... La seconde mort de Charles Baudelaire, poéclip.